# Луїш Мануель Рібейро Кабасу
Луїш Мануель Рібейро Кабасу (порт. Luís Manuel Ribeiro Cabaço) — португальський дипломат. Надзвичайний і Повноважний Посол Португалії в Україні (з 2025).

## Життєпис
Директор служб міжнародних економічних організацій, член Генерального управління зовнішньої політики Міністерства закордонних справ Португалії у 2013-2016 роках.
Був Надзвичайним і Повноважним Послом Португалії у Варшаві, Польща з 2019 по 2025. 20 березня 2019 року вручив вірчі грамоти Президенту Польщі Анджею Дуді.
23 грудня 2024 року призначений Надзвичайним і Повноважним Послом Португалії в Києві, Україні.
18 березня 2025 року вручив копії вірчих грамот заступнику міністра закордонних справ України Олександру Міщенко.
10 квітня 2025 року вручив вірчі грамоти Президенту України Володимиру Зеленському.